# Aulacophora dorsalis
Aulacophora dorsalis là một loài bọ cánh cứng trong họ Chrysomelidae. Loài này được Boisduval miêu tả khoa học năm 1835.